# ナストロ・ダルジェント助演女優賞
ナストロ・ダルジェント助演女優賞（Nastro d'argento alla migliore attrice non protagonista）は、ナストロ・ダルジェント賞の部門のひとつである。1946年、賞の創設と同時に設置された。 
2023年時点での最多受賞者はヴィルナ・リージとステファニア・サンドレッリ（いずれも通算4回受賞）である。

## 受賞者・候補者一覧
太字が受賞者。

### 1940年代
- 1946年：アンナ・マニャーニ - 『無防備都市』
- 1947年：アーヴェ・ニンキ - 『平和に生きる』（Vivere in pace）
- 1948年：ヴィーヴィ・ジョイ - 『荒野の抱擁』（Caccia tragica）
- 1949年：ジュリエッタ・マシーナ - 『Senza pietà』

### 1950年代
- 1950年：授賞なし
- 1951年：ジュリエッタ・マシーナ - 『寄席の脚光』
- 1952年：授賞なし
- 1953年：授賞なし
- 1954年：エリーザ・チェガーニ - 『Tempi nostri』
- 1955年：ティーナ・ピーカ - 『パンと恋と嫉妬』
- 1956年：ヴァレンティナ・コルテーゼ - 『女ともだち』（Le amiche）
- 1957年：マリーザ・メルリーニ - 『Tempo di villeggiatura』
- 1958年：フランカ・マルツィ - 『カビリアの夜』
- 1959年：ドリアン・グレイ - 『Mogli pericolose』

### 1960年代
- 1960年：クリスティーナ・ガイオーニ - 『街の中の地獄』（Nella città l'inferno）
- 1961年：ディーディ・ペレーゴ - 『Kapò』
- 1962年：モニカ・ヴィッティ - 『夜』
- 1963年：レジーナ・ビアンキ - 『祖国は誰れのものぞ』
- 1964年：サンドラ・ミーロ - 『8 1/2』
- 1965年：テクラ・スカラーノ - 『ああ結婚』
- 1966年：サンドラ・ミーロ - 『魂のジュリエッタ』
- 1967年：オルガ・ヴィッリ - 『蜜がいっぱい』
- 1968年：
  - マリア・グラツィア・ブッチェッラ - 『Ti ho sposato per allegria』
  - ダニエーラ・スリーナ - 『中国は近い』（La Cina è vicina）
- 1969年：
  - プペッラ・マッジョ - 『Il medico della mutua』
  - ヴァレンティナ・コルテーゼ - 『Scusi, facciamo l'amore?』
  - ラウラ・ベッティ - 『テオレマ』

### 1970年代
- 1970年：授賞なし
  - エルザ・マルティネッリ - 『L'amica』
  - ルチア・ボゼー - 『サテリコン』
- 1971年：
  - フランチェスカ・ロマーナ・コルッツィ - 『Venga a prendere il caffè da noi』
  - ルチア・ボゼールチア・ボゼー - 『Metello』
  - ロッサーナ・ディ・ロレンツォ - 『Le coppie』
- 1972年：
  - マリーナ・ベルティ - 『La Califfa』
  - シルヴァーナ・マンガーノ - 『ベニスに死す』
  - パオラ・ボルボーニ - 『Per grazia ricevuta』
- 1973年：レア・マッサリ - 『高校教師』
- 1974年：
  - アドリアーナ・アスティ - 『Una breve vacanza』
  - プペッラ・マッジョ - 『フェリーニのアマルコルド』
  - シルヴァーナ・マンガーノ - 『ルートヴィヒ』
- 1975年：
  - ジョヴァンナ・ラッリ - 『あんなに愛しあったのに』（C'eravamo tanto amati）
  - ラウラ・ベッティ - 『哀しみの伯爵夫人』（Fatti di gente perbene）
  - リーナ・モレッリ - 『哀しみの伯爵夫人』（Fatti di gente perbene）
- 1976年：
  - マリア・テレーザ・アルバーニ - 『Per le antiche scale』
  - ミレーナ・ヴコティッチ - 『Amici miei』
  - アンナ・マッツァマウロ - 『Fantozzi』
  - アンナ・プロクレメール - 『ローマに散る』
- 1977年：
  - アドリアーナ・アスティ - 『沈黙の官能』（L'eredità Ferramonti）
  - ラウラ・ベッティ - 『1900年』
  - アリダ・ヴァリ - 『1900年』
- 1978年：ヴィルナ・リージ - 『善悪の彼岸』
- 1979年：レア・マッサリ - 『エボリ』

### 1980年代
- 1980年：ステファニア・サンドレッリ - 『La terrazza』
- 1981年：
  - イーダ・ディ・ベネデット - 『Fontamara』
  - マッダレーナ・クリッパ - 『Tre fratelli』
  - エレナ・ファブリツィ - 『Bianco, rosso e Verdone』
- 1982年：クラウディア・カルディナーレ - 『La pelle』
- 1983年：
  - ヴィルナ・リージ - 『Sapore di mare』
  - ラウラ・ベッティ - 『Il mondo nuovo』
  - リーナ・ポリート - 『Scusate il ritardo』
- 1984年：
  - モニカ・スカッティーニ - 『Lontano da dove』
  - ティツィアーナ・ピーニ - 『Una gita scolastica』
- 1985年：マリーナ・コンファローネ - 『Così parlò Bellavista』
- 1986年：
  - イーザ・ダニエーリ - 『殺意の絆』（Un complicato intrigo di donne, vicoli e delitti）
  - バルバラ・デ・ロッシ - 『Mamma Ebe』
  - アティナ・チェンチ - 『女たちのテーブル』（Speriamo che sia femmina）
- 1987年：
  - オッタヴィア・ピッコロ - 『ラ・ファミリア』（La famiglia）
  - ヴァレンティナ・コルテーゼ - 『Via Montenapoleone』
  - リーナ・サストリ - 『インクアイリー／審問』（L'inchiesta）
- 1988年：
  - エレナ・ソフィア・リッチ - 『Io e mia sorella』
  - シルヴァーナ・マンガーノ - 『黒い瞳』（Oci ciornie）
  - リーナ・サストリ - 『La posta in gioco』
- 1989年：
  - ステファニア・サンドレッリ - 『ミニョンにハートブレイク』（Mignon è partita）
  - ニコレッタ・ブラスキ - 『Il piccolo diavolo』
  - デリア・ボッカルド - 『Cavalli si nasce』
  - ヴァレリア・ゴリーノ - 『レインマン』

### 1990年代
- 1990年：ナンシー・ブリッリ - 『Piccoli equivoci』
- 1991年：
  - ゾーイ・インクロッチ - 『黄昏に瞳やさしく』（Verso sera）
  - ナタリー・ゲッタ - 『I divertimenti della vita privata』
  - ジョヴァンナ・ラッリ - 『黄昏に瞳やさしく』（Verso sera）
  - エリザベッタ・ポッツィ - 『Maggio musicale』
  - ミレーナ・ヴコティッチ - 『Fantozzi alla riscossa』
- 1992年：
  - イラリア・オッキーニ - 『Benvenuti in casa Gori』
  - キアラ・カゼッリ - 『夜ごとの夢/イタリア幻想譚』（La domenica specialmente）
  - アティナ・チェンチ - 『Benvenuti in casa Gori』
  - ヌッチャ・フーモ - 『Pensavo fosse amore... invece era un calesse』
  - マリア・メルカデル - 『La casa del sorriso』
- 1993年：
  - パオラ・クアットリーニ - 『Fratelli e sorelle』
  - キアラ・カゼッリ - 『Sabato italiano』
  - イーザ・ダニエーリ - 『Io speriamo che me la cavo』
  - モニカ・スカッティーニ - 『Un'altra vita』
  - キャスト全員 - 『Centro storico - Donne sottotetto』
- 1994年：
  - ミレーナ・ヴコティッチ - 『Fantozzi in paradiso』
  - アーシア・アルジェント - 『Condannato a nozze』
  - マリーナ・コンファローネ - 『Arriva la bufera』
  - クリスティーナ・ドナディオ -『Libera』
  - アンナ・マッツァマウロ - 『Fantozzi in paradiso』
- 1995年：
  - ヴィルナ・リージ - 『王妃マルゴ』
  - キアラ・カゼッリ - 『OcchioPinocchio』
  - アレッシア・フガルディ - 『Con gli occhi chiusi』
  - ジョヴァンナ・ラッリ - 『Tutti gli anni una volta l'anno』
  - ジュリアーナ・デ・シーオ - 『La vera vita di Antonio H.』
- 1996年：
  - レジーナ・ビアンキ - 『Camerieri』
  - ニコレッタ・ブラスキ - 『Pasolini, un delitto italiano』
  - シルヴィア・コーエン - 『Strane storie - Racconti di fine secolo』
  - アンジェラ・ルーチェ - 『愛に戸惑って』（L'amore molesto）
  - カルロッタ・ナトリ - 『L'estate di Bobby Charlton』
- 1997年：
  - ルチア・ポーリ - 『Albergo Roma』
  - バルバラ・エンリーキ - 『踊れトスカーナ！』
  - アレッシア・フガルディ - 『La lupa』
  - キアラ・ノスケーゼ - 『Bruno aspetta in macchina』
  - ガラテア・ランツィ - 『心のおもむくままに』（Va' dove ti porta il cuore）
- 1998年：
  - キャスト全員 - 『死ぬほどターノ』（Tano da morire）
  - ニコレッタ・ブラスキ - 『Ovosodo』
  - エヴァ・グリエコ - 『Marianna Ucrìa』
  - アマンダ・サンドレッリ - 『ニルヴァーナ』
  - クラウディア・パンドルフィ - 『La frontiera』
- 1999年：
  - ステファニア・サンドレッリ - 『星降る夜のリストランテ』（La cena）
  - マリーナ・コンファローネ - 『La parola amore esiste』
  - チェチリア・ダッツィ - 『Matrimoni』
  - ルネッタ・サヴィーノ - 『Matrimoni』
  - ローラ・パニャーニ - 『Polvere di Napoli』

### 2000年代
- 2000年：
  - マリーナ・マッシローニ - 『ベニスで恋して』
  - アントネッラ・アッティーリ - 『Prima del tramonto』
  - ロザリンダ・チェレンターノ - 『Il dolce rumore della vita』
  - マヤ・サンサ - 『乳母』（La balia）
  - ルネッタ・サヴィーノ - 『Liberate i pesci!』
- 2001年：
  - ステファニア・サンドレッリ - 『最後のキス』（L'ultimo bacio）
  - サブリナ・インパッチャトーレ - 『Concorrenza sleale』および『最後のキス』（L'ultimo bacio）
  - オルネラ・ムーティ - 『明日、陽はふたたび』（Domani）
  - ルチア・サルド - 『ペッピーノの百歩』
  - ジャスミン・トリンカ - 『息子の部屋』
- 2002年：
  - マルゲリータ・ブイ、サンドラ・チェッカレッリ、ヴィルナ・リージ - 『わたしの一番幸せな日』（Il più bel giorno della mia vita）
  - ロザリンダ・チェレンターノ - 『Paz!』
  - パオラ・コルテッレージ - 『Se fossi in te』
  - ピエラ・デッリ・エスポスティ - 『母の微笑』（L'ora di religione）
  - イアイア・フォルテ - 『Tre mogli』
- 2003年：
  - モニカ・ベルッチ - 『リメンバー・ミー』（Ricordati di me）
  - ラウラ・ベッティ - 『Il diario di Matilde Manzoni』および『La felicità non costa niente』
  - エリカ・ブラン - 『Ilaria Alpi - Il più crudele dei giorni』および『Poco più di un anno fa - Diario di un pornodivo』
  - ジョヴァンナ・ラッリ - 『Il pranzo della domenica』
  - テレーザ・サポナンジェロ - 『Due amici』
- 2004: 
  - マルゲリータ・ブイ - 『カテリーナ、都会へ行く』（Caterina va in città）
  - アンナ・マリア・バルベラ - 『Il paradiso all'improvviso』
  - ドナテッラ・フィノッキアーロ - 『Perdutoamor』
  - サブリナ・インパッチャトーレ - 『Al cuore si comanda』
  - ステファニア・ロッカ - 『La vita come viene』
- 2005年：
  - ジョヴァンナ・メッツォジョルノ - 『L'amore ritorna』
  - クリスティアーナ・カポトンディ - 『Christmas in Love』および『Volevo solo dormirle addosso』
  - モニカ・ベルッチ、ロザリンダ・チェレンターノ、クラウディア・ジェリーニ - 『パッション』
  - ヴィンチェンツァ・モディカ - 『Vento di terra』
  - テレーザ・サポナンジェロ - 『瞳を見ればわかる』（Te lo leggo negli occhi）
- 2006年：
  - アンジェラ・フィノッキアーロ - 『心の中の獣』（La bestia nel cuore）
  - エリカ・ブラン、リーザ・ガストーニ - 『聖なる心』（Cuore sacro）
  - シルヴァーナ・デ・サンティス - 『明日へのチケット』（Tickets）
  - ロレッタ・ゴッジ - 『Gas』
  - アンジェラ・ルーチェ、マリーザ・メルリーニ - 『二度目の結婚』（La seconda notte di nozze）
- 2007年：
  - アンブラ・アンジョリーニ - 『対角に土星』（Saturno contro）
  - ミケーラ・チェスコン - 『潮風に吹かれて』（L'aria salata）
  - イザベッラ・フェッラーリ - 『グッバイ・キス -裏切りの銃弾-』（Arrivederci amore, ciao）
  - クラウディア・ジェリーニ - 『題名のない子守唄』および『Viaggio segreto』
  - モニカ・ベルッチ、サブリナ・インパッチャトーレ 、フランチェスカ・イナウディ - 『ナポレオンの愛人』（N (Io e Napoleone)）
  - フランチェスカ・ネリ - 『La cena per farli conoscere』
- 2008年：
  - サブリナ・フェリッリ - 『見わたすかぎり人生』（Tutta la vita davanti）
  - アンナ・ボナイウート - 『湖のほとりで』および『Bianco e nero』
  - アニータ・カプリオーリ - 『考えてもムダさ』
  - マリーナ・コンファローネ、ルチア・ラーニ、ピエラ・デッリ・エスポスティ - 『Tre donne morali』
  - アンジェラ・フィノッキアーロ - 『マイ・ブラザー』および『Amore, bugie & calcetto』
- 2009年：
  - フランチェスカ・ネリ - 『ボローニャの夕暮れ』
  - アンナ・ボナイウート - 『イル・ディーヴォ 魔王と呼ばれた男』
  - マルゲリータ・ブイ、カロリーナ・クレシェンティーニ、パオラ・コルテッレージ、イザベッラ・フェッラーリ、ヴァレリア・ミリッロ、マリーナ・マッシローニ、クラウディア・パンドルフィ、アルバ・ロルヴァケル - 『Due partite』
  - ヴァレンティナ・ロドヴィーニ - 『Generazione 1000 euro』および『Il passato è una terra straniera』
  - カルラ・シニョーリス - 『恋するローマ　元カレ／元カノ』（Ex）

### 2010年代
- 2010年：
  - イザベッラ・ラゴネーゼ - 『我らの生活』および『Due vite per caso』
  - エレナ・ソフィア・リッチ、ルネッタ・サヴィーノ - 『あしたのパスタはアルデンテ』
  - ヴァレリア・ブルーニ・テデスキ - 『もう一度キスを』（Baciami ancora）
  - ルチャーナ・リッティッツェット - 『Matrimoni e altri disastri』
  - クラウディア・パンドルフィ - 『はじめての大切なもの』（La prima cosa bella）および『コズモナウタ－宇宙飛行士－』（Cosmonauta）
- 2011年：
  - カロリーナ・クレシェンティーニ - 『Boris - Il film』および『イラクの煙』（20 sigarette）
  - アニータ・カプリオーリ、パスクアリーナ・スクンチャ - 『天空のからだ』（Corpo celeste）
  - アンナ・フォリエッタ - 『Nessuno mi può giudicare』
  - マルタ・ガスティーニ - 『ザ・ライト -エクソシストの真実-』
  - ヴァレンティナ・ロドヴィーニ - 『Benvenuti al Sud』
- 2012年：
  - ミケーラ・チェスコン - 『フォンターナ広場 イタリアの陰謀』
  - バルボラ・ボブローヴァ - 『ブルーノのしあわせガイド』
  - アレッサンドラ・マストロナルディ - 『ローマでアモーレ』
  - パオラ・ミナッチョーニ - 『異人たちの棲む館』（Magnifica presenza）
  - エリーザ・ディ・エウザニオ - 『Good As You - Tutti i colori dell'amore』
- 2013年：
  - サブリナ・フェリッリ - 『グレート・ビューティー／追憶のローマ』
  - クラウディア・ジェリーニ - 『司令官とコウノトリ』および『Una famiglia perfetta』
  - アンナ・フォリエッタ - 『Colpi di fulmine』
  - エヴァ・リッコボーノ - 『Passione sinistra』
  - ファブリツィア・サッキ - 『はじまりは5つ星ホテルから』（Viaggio sola）
- 2014年：
  - パオラ・ミナッチョーニ - 『カプチーノはお熱いうちに』
  - クリスティアーナ・カポトンディ - 『マフィアは夏にしか殺らない』（La mafia uccide solo d'estate）
  - クラウディア・ジェリーニ - 『Maldamore』および『Tutta colpa di Freud』
  - ジュリアーナ・ロヨディーチェ、クラウディア・ポテンツァ（『南部のささやかな商売』）
  - ミカエラ・ラマッツォッティ - 『Più buio di mezzanotte』
- 2015年：
  - ミカエラ・ラマッツォッティ - 『Il nome del figlio』
  - バルボラ・ボブローヴァ - 『われらの子供たち』（I nostri ragazzi）および『黒の魂』
  - ヴァレリア・ブルーニ・テデスキ - 『ラテン・ラバー』（Latin Lover）
  - ジョヴァンナ・ラッリ - 『Un ragazzo d'oro』
  - カルラ・シニョーリス - 『Le leggi del desiderio』
- 2016年：
  - グレタ・スカラーノ - 『暗黒街』
  - ソニア・ベルガマスコ - 『Viva!公務員』（Quo vado?）
  - ヴァレンティナ・カルネルッティ - 『喜びのトスカーナ』（La pazza gioia）および『Arianna』
  - ピエラ・デッリ・エスポスティ - 『Assolo』
  - ミレーナ・ヴコティッチ - 『La macchinazione』
- 2017年：
  - サブリナ・フェリッリ - 『Omicidio all'italiana』
  - カルラ・シニョーリス - 『Lasciati andare』
  - バルボラ・ボブローヴァ - 『純粋な心』（Cuori puri）および『Lasciami per sempre』
  - マルゲリータ・ブイ - 『Come diventare grandi nonostante i genitori』および『かけがえのない数日』（Questi giorni）
  - アンナ・フェッルッツォ - 『イタリアの父』（Il padre d'Italia）
- 2018年：
  - カシア・スムトゥニアク - 『LORO 欲望のイタリア』（Loro）
  - アドリアーナ・アスティ - 『女性の名前』（Nome di donna）
  - ニコレッタ・ブラスキ - 『幸福なラザロ』
  - アンナ・フォリエッタ - 『Il contagio』および『Il premio』
  - サブリナ・フェリッリ - 『ザ・プレイス 運命の交差点』
- 2019年：
  - マリーナ・コンファローネ - 『堕ちた希望』（Il vizio della speranza）
  - イザベッラ・フェッラーリ - 『幸せな感じ』
  - アンナ・フェルゼッティ - 『Domani è un altro giorno』
  - ヴァレリア・ゴリーノ - 『I villeggianti』
  - マリア・パイアート - 『インビジブル・ウィットネス 見えない目撃者』（Il testimone invisibile）

### 2020年代
- 2020年：
  - ヴァレリア・ゴリーノ – 『ヒットマン：レジェンド 憎しみの銃弾』（5 è il numero perfetto）および『燃ゆる女の肖像』
  - バルバラ・キキャレッリ – 『悪の寓話』
  - マティルデ・ジョーリ – 『Gli uomini d'oro』
  - ベネデッタ・ポルカローリ – 『18 regali』
  - アルバ・ロルヴァケル – 『もしも叶うなら』
- 2021年：
  - サラ・セッラヨッコ - 『憎むなかれ』（Non odiare）
  - リンダ・カリーディ - 『靴ひものロンド』（Lacci）
  - カロリーナ・クレシェンティーニ - 『La bambina che non voleva cantare』
  - ドナテッラ・フィノッキアーロ - 『Il delitto Mattarella』
  - ラッファエッラ・レッボローニ - 『きっと大丈夫』（Cosa sarà）
  - ピーナ・トゥルコ - 『Fortuna』
- 2022年：
  - ルイザ・ラニエーリ – 『Hand of God -神の手が触れた日-』
  - マリーナ・コンファローネ – 『Il silenzio grande』
  - ヴァネッサ・スカレーラ – 『L'arminuta』
  - アウロラ・クアットロッキ – 『ノスタルジア』（Nostalgia）
  - アンナ・フェッライオーリ・ラヴェル – 『I fratelli De Filippo』
- 2023年：
  - バルボラ・ボブローヴァ - 『チネチッタで会いましょう』（Il sol dell'avvenire）
  - ミレーナ・マンチーニ - 『Mia』
  - サラ・セッラヨッコ - 『人生の最初の日』（Il primo giorno della mia vita）
  - カシア・スムトゥニアク - 『はちどり』（Il colibrì）
  - リディア・ヴィターレ - 『Ti mangio il cuore』
- 2024年：
  - イザベラ・ロッセリーニ - 『墓泥棒と失われた女神』（La chimera）
  - ヴァレンティーナ・ベッレ - 『ルボ』（Lubo）
  - マルゲリータ・ブイ - 『Dieci minuti』
  - アンナ・フェッライオーリ・ラヴェル - 『Zamora』
  - キアラ・ノスケーゼ - 『Enea』